# Suore missionarie dell'Immacolata Concezione
Le Suore Missionarie dell'Immacolata Concezione (in francese Sœurs Missionnaires de l'Immaculée Conception) sono un istituto religioso femminile di diritto pontificio: le suore di questa congregazione pospongono al loro nome la sigla M.I.C.

## Storia

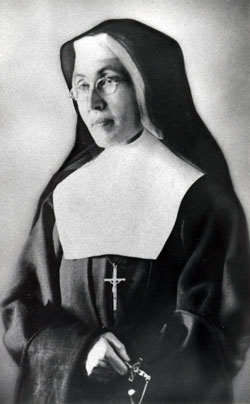
Délia Tétreault, fondatrice della congregazione

La congregazione fu fondata da Délia Tétreault (1865-1941). La sua salute malferma la costrinero prima a lasciare la congregazione delle Suore della Carità di Saint-Hyacinthe, poi ad abbandonare il suo progetto di recarsi in Africa per collaborare con i Padri Bianchi; non essendo riuscita ad andare personalmente in missione, pensò di dare inizio a una sua famiglia religiosa missionaria e il 3 giugno 1902 aprì una scuola apostolica a Côte-des-Neiges, presso Montréal, primo nucleo della nascente congregazione.
Papa Pio X favorì e benedisse il progetto della Tétreault e scelse personalmente il titolo dell'istituto: poiché ricorreva il cinquantenario della definizione del dogma dell'Immacolata Concezione, la congregazione fu detta delle Missionarie dell'Immacolata Concezione.
La prima professione dei voti si ebbe nel 1905 e nel 1909 fu aperta la prima missione a Canton, in Cina: vivente la fondatrice, le suore raggiunsero anche il Giappone e le Filippine.
L'istituto ricevette il pontificio decreto di lode il 1º marzo 1925 e l'approvazione definitiva della Santa Sede il 7 marzo 1933.

## Attività e diffusione
Le suore si dedicano a ogni genere di lavoro richiesto nelle missioni (istruzione, catechesi, cura di orfani e malati) e all'animazione missionaria nei paesi di origine cristiana.
Sono presenti nelle Americhe (Bolivia, Canada, Cile, Cuba, Haiti, Perù), in Asia (Cina, Filippine, Giappone, Taiwan) e in Africa (Malawi, Madagascar, Zambia); la sede generalizia è a Outremont, nel Québec.
Alla fine del 2008 la congregazione contava 605 religiose in 57 case.